# Ⲙ
Cette page contient des caractères spéciaux ou non latins. S’ils s’affichent mal (▯, ?, etc.), consultez la page d’aide Unicode.
Ne doit pas être confondu avec la lettre grecque Mu ou la lettre latine M.
Ⲙ (minuscule : ⲙ), appelé mē, est une lettre de l’alphabet copte utilisée dans l’écriture du copte, de l’ancien nubien et du nobiin.

## Représentations informatiques
Le mē a été représenté avec les mêmes caractères que le mu grec jusqu’à la publication d’Unicode 4.1 en mars 2005, à partir de laquelle il est représenté avec des caractères qui lui sont propres. Il peut donc être représenté à l’aide des caractères (Grec et copte, Copte) suivants, :
| lettres   | représentations | chaînes de caractères | points de code | descriptions                | note               |
| --------- | --------------- | --------------------- | -------------- | --------------------------- | ------------------ |
| majuscule | Μ               | Μ                     | U+039C         | lettre majuscule grecque mu | avant Unicode 4.1  |
| minuscule | μ               | μ                     | U+03BC         | lettre minuscule grecque mu | avant Unicode 4.1  |
| majuscule | Ⲙ               | Ⲙ                     | U+2C98         | lettre majuscule copte mi   | depuis Unicode 4.1 |
| minuscule | ⲙ               | ⲙ                     | U+2C99         | lettre minuscule copte mi   | depuis Unicode 4.1 |